# Цианат аммония
Цианат аммония — неорганическое сложное вещество, соль аммония и циановой кислоты. Рациональная формула NH4OCN.

Синтез Вёлера. Схематическое изображение изомеризации цианата аммония как примера образования органического вещества из неорганического

## Физические свойства
Белое кристаллическое вещество. Хорошо растворяется в холодной воде, в горячей разлагается.

## Химические свойства
- При нагревании превращается в мочевину (NH2)2CO (её синтез из цианата аммония был произведён Вёлером в 1828 году, что стало большим открытием в только начавшей развиваться органической химии)[2]

- Разлагается концентрированными щелочами при кипении раствора:

{\displaystyle {\mathsf {NH_{4}OCN+2NaOH\ \xrightarrow {100^{o}C} \ 2NH_{3}\uparrow +Na_{2}CO_{3}}}}
- С азотистой кислотой вступает в реакцию конпропорционирования, образуя азот[1]:

{\displaystyle {\mathsf {NH_{4}OCN+2HNO_{2}\ \xrightarrow {t} \ 2N_{2}\uparrow +CO_{2}\uparrow +3H_{2}O}}}